# Cilunculus kravcovi
Cilunculus kravcovi is een zeespin uit de familie Ammotheidae. De soort behoort tot het geslacht Cilunculus. Cilunculus kravcovi werd in 1973 voor het eerst wetenschappelijk beschreven door Pushkin. 